# Spizaetus
Spizaetus Vieillot, 1816 è un genere di uccelli rapaci della famiglia Accipitridae.

## Tassonomia
Il genere comprende le seguenti specie:
- Spizaetus tyrannus (Wied-Neuwied, 1820) - aquila dal ciuffo nera
- Spizaetus melanoleucus (Vieillot, 1816) - aquila dal ciuffo bianca e nera
- Spizaetus ornatus (Daudin, 1800) - aquila dal ciuffo ornata
- Spizaetus isidori (Des Murs, 1845) - aquila dal ciuffo nera e castana